# Монастырь (Гайнский район)
Монастырь — деревня в Гайнском районе Пермского края. Входит в состав Сёйвинского сельского поселения. Располагается западнее районного центра, посёлка Гайны, на левом берегу Камы. Расстояние до районного центра составляет 40 км. По данным Всероссийской переписи населения 2010 года, в деревне проживало 3 человека (1 мужчина и 2 женщины).

## История
До Октябрьской революции населённый пункт Монастырь входил в состав Аннинской волости, а в 1927 году — в состав Плесинского сельсовета. По данным переписи населения 1926 года, в деревне насчитывалось 58 хозяйств, проживало 280 человек (134 мужчины и 146 женщин). Преобладающая национальность — русские. Действовала школа первой ступени.

## Население
| 2010 |
| ---- |
| 3    |

По данным на 1 июля 1963 года, в деревне проживало 163 человека. Населённый пункт входил в состав Плесинского сельсовета.